# Ruedi Baur
 (juin 2022).
Si vous disposez d'ouvrages ou d'articles de référence ou si vous connaissez des sites web de qualité traitant du thème abordé ici, merci de compléter l'article en donnant les références utiles à sa vérifiabilité et en les liant à la section « Notes et références ».
Pour les articles homonymes, voir Baur.
Ruedi Baur, né en 1956 à Paris, est un designer franco-suisse.

## Biographie
Il passe son enfance en France, puis apprend le métier de graphiste chez Michael Baviera, en Suisse. Il obtient son diplôme de design graphique en 1979 à la Schule für Gestaltung de Zurich. Après avoir créé l’atelier BBV à Lyon en 1983, il cofonde en 1989 le réseau interdisciplinaire Intégral Concept et dirige depuis les ateliers Intégral Ruedi Baur Paris, Zurich et Berlin.
Il enseigne régulièrement depuis 1987. De 1989 à 1996, il coordonne le département design de l’École des Beaux-arts de Lyon. En 1995, il est nommé professeur à la Hochschule für Grafik und Buchkunst de Leipzig, dont il a assuré le rectorat de 1997 à 2000. En 2004, il crée l’institut de recherche Design2context à la Zürcher Hochschule der Künste (ZHdK) qu’il codirige depuis avec Stefanie-Vera Kockot et Clemens Bellut. Depuis 2011 il est enseignant à la Haute école d'art et design de Genève au sein du master "Espaces et Communication".
Il enseigne aussi à l’École des Arts décoratifs à Paris ainsi que régulièrement en Chine à la Luxun Academy de Shenyang, la CAFA de Pékin, et l’École internationale de Percé, liée à l’Université Laval à Québec qui lui a attribué un doctorat honoris causa en 2007. Membre de l’Alliance graphique internationale (AGI) depuis 1992, il participe à de nombreux workshops, jurys, donne régulièrement des conférences. Ses travaux sont publiés dans différents pays et présentés dans diverses expositions.
Entre autres projets marquants, mentionnons l'identité visuelle et signalétique du Centre Pompidou, la signalétique et l'identité du Parc de Chambord, de la Cité Internationale de Lyon, de la Cité Internationale Universitaire de Paris, du tramway de Reims en forme de flûte à Champagne, et bien d'autres. En 2023, il est choisi avec Eva Kubinyi (integral designers) pour travailler à la signalétique du futur réseau de transport public du Grand Paris,,.

## Décorations
- Chevalier de l'ordre des Arts et des Lettres (2018)[5]

## Principales publications
- Art contemporain Lyon (1988) Éditions Lit, Suisse.
- Conception sur papier (1989) catalogue d’exposition, Maison du Livre, de l’Image et du Son, Villeurbanne, France.
- ?/! (1991) Éditions Lars Müller, Suisse.
- La nouvelle Typographie (1993) Éditions du Cndnp, France.
- Ruedi Baur, Intégral Concept (1994) Éditions Lars Müller, Suisse.
- 0, me, and 1 (1995) Éditions de l’Observatoire, France.
- Ausstellungsdesign (1997) Éditions Lars Müller, Suisse.
- Constructions (1998) Éditions Lars Müller, Suisse.
- Architecture et graphisme (1998) Éditions Lars Müller, Suisse.
- 00/00/00 (1999) Éditions Jean-Michel Place, Paris.
- 00/00/01 (2000) Éditions Jean-Michel Place, Paris.
- Lyon, systèmes d’orientation pour la ville et son agglomération (2001) Éditions Jean-Michel Place, Paris.
- Expo.02 : la signalétique (2002) Éditions Jean-Michel Place, Paris.
- ruedi baur…, intégral… and partners (2002) Éditions Lars Müller, Suisse.
- Köln-Bonn Airport (2003), Jean-Michel Place Editions, France.
- Quotidien visuel (2003), Pyramid Editions, France.
- Odeurs de ville (2004) avec Isabel Naegele. Éditions Lars Müller, Suisse.
- Soyez les bienvenus (2004) avec Michel Dector et Michel Dupuy. Éditions Esba Le Mans, France.
- La loi et ses conséquences visuelles (2005) avec l’institut Design2context, Éditions Lars Müller, Suisse.
- Cité Internationale Universitaire de Paris (2005), Jean-Michel Place Editions, France
- Identité de lieux (2005), Pyramid Editions, France
- Cinémathèque Française (2006), Jean-Michel Place Editions, France.
- État des lieux avant transformation (2007) Biennales de Saint-Étienne, avec Sébastien Thiéry, Jean-Michel Place Editions, France.
- Désorientation/ Orientation 1 et 2 (2008 et 2009) avec l’institut Design2context, Éditions Lars Müller, Suisse.
- Anticiper, Questionner, Traduire, Distinguer, Irriter, Orienter, Inscrire (2010), Éditions Lars Müller, Suisse.
- Les 101 mots du design graphique (2011), Editions Archibooks, France.
- Design in Question (2012), Éditions Lars Müller, Suisse.
- Signs for Peace. An Impossible Visual Encyclopedia (2013) avec l’institut Design2context, Éditions Lars Müller, Suisse

- Face au brand territorial. Sur la misère symbolique des systèmes de représentation des collectivités territoriales (2013), Éditions Lars Müller, Suisse.
- Le prototype comme outil de transformation et de dialogue (2014), Un projet Civic city, HEAD-Genève, Quartiers Créatifs, Marseille-Provence 2013, Éditions HEAD - Genève 2014, Suisse.
- La phrase (2016), Éditions Alternatives, France.

- Notre monde à changer ! (2017), Éditions Lars Müller, Suisse.
- Voyage entre les langues (2018), Un projet Civic city, Éditions Alternatives, France.
- Visual coexistence (2020), Éditions Lars Müller, Suisse.
- Financer notre futur commun. Au temps de la Covid-19 (2021), avec Régis Marodon, Éditions Lars Müller, Suisse.
- Et soudain le monde fut immobilisé (2020), Nouvelles éditions Place, France.
- Inscriptions en relation (2022), Un projet Civic city, Éditions Lars Müller, Suisse.

## Œuvres notables
- Signalétique et identité visuelle du centre Pompidou à Paris, 2000
- Mémorial pour les victimes de la justice militaire du IIIe Reich à Cologne, 2009
- Langage visuel du musée Rodin à Paris, depuis 2010
- Système d’information voyageur du réseau de transport public du Grand Paris, système d’orientation, depuis 2014
- Système d’orientation de Station F, plus grand campus de start-up au monde, 2016-2017
- Langage visuel du 104 à Paris, depuis 2018
- Conservatoire national supérieur de musique et de danse de Paris, système signalétique, 2018